# The Theory of Everything (2014)
The Theory of Everything is een Britse biopic uit 2014 van regisseur James Marsh. De film is gebaseerd op de memoires Travelling to Infinity: My Life with Stephen, waarin Jane Hawking vertelt over haar huwelijk met wetenschapper Stephen Hawking. De hoofdrollen worden vertolkt door Eddie Redmayne en Felicity Jones. De titel van de film verwijst naar de theorie van alles.

## Verhaal
Stephen Hawking studeert in de jaren '60 natuurkunde aan de Universiteit van Cambridge, waar hij probeert een doctoraat te behalen en verliefd wordt op Jane Wilde, een studente literatuur, hoewel hij atheïst is en zij christen. Maar de wereld van de intelligente Stephen stort in wanneer hij te horen krijgt dat hij aan ALS lijdt en nog slechts twee jaar te leven heeft. Dit weerhoudt Jane er niet van met hem te trouwen, en samen gaan ze de strijd aan met de ongeneeslijke ziekte. Ze krijgen drie kinderen. Stephen behaalt zijn doctoraat, en hoewel hij na verloop van tijd niet alleen zijn vermogen om te bewegen maar ook zijn stem verliest, slaagt hij er met de hulp van Jane en een spraakcomputer toch in om zijn baanbrekend werk voort te zetten. Jane gaat op aanraden van haar moeder om er eens uit te zijn op het zangkoor van de kerk. Ze raakt bevriend met de dirigent Jonathan, een weduwnaar, die huisvriend van het gezin wordt. Mensen vragen zich bij het derde kind af of het van Stephen of van Jonathan is; dat laatste ontkennen Jane en Jonathan verontwaardigd, hoewel ze wel verliefd op elkaar zijn. Voor Jonathan is een en ander reden te breken met het gezin.
Stephen en zijn verzorgster Elaine worden verliefd op elkaar, en Stephen en Jane scheiden. Jane en Jonathan trouwen.

## Rolverdeling
- Eddie Redmayne – Stephen Hawking
- Felicity Jones – Jane Hawking
- Charlie Cox – Jonathan Hellyer Jones
- Emily Watson – Beryl Wilde
- Simon McBurney – Frank Hawking
- Charlotte Hope – Phillipa Hawking
- Tom Prior – Robert Hawking
- Harry Lloyd – Bryan
- David Thewlis – Dennis Sciama
- Maxine Peake – Elaine Mason
- Enzo Cilenti – Kip Thorne

## Productie
Scenarist Anthony McCarten ontwikkelde een interesse in Stephen Hawking na het lezen van diens wetenschappelijk boek A Brief History Of Time in 1988. In 2004 las hij Travelling to Infinity: My Life with Stephen, de memoires van Jane Hawking, en begon hij met het schrijven van een scenario, hoewel hij aanvankelijk geen garantie kreeg dat hij het boek mocht verfilmen. Vijf jaar later werd hij via zijn belangenvertegenwoordiger in contact gebracht met producente Lisa Bruce.
Gedurende drie jaar probeerden McCarten en Bruce om Jane Hawking te overtuigen om haar memoires te verfilmen. Na het verkrijgen van haar toestemming werden regisseur James Marsch en acteur Eddie Redmayne aan het filmproject toegevoegd. Op 23 juni 2013 raakte bekend dat Felicity Jones in de huid zou kruipen van Jane Hawking.
Redmayne ontmoette Stephen Hawking tijdens zijn voorbereiding op de film. De acteur verdiepte zich gedurende zes maanden in het leven van de wetenschapper en bekeek elk interview dat hij kon vinden. Daarnaast bestudeerde regisseur Marsh foto- en videomateriaal van Hawking om zijn film zo authentiek mogelijk te laten lijken. De elektronische  stem die in de film te horen is, is Hawkings persoonlijke spraakcomputer (Equalizer).
Op 8 oktober 2013 raakte bekend dat de opnames van start waren gegaan. Er werd gefilmd in Cambridge en op andere locaties in het Verenigd Koninkrijk.
In maart 2014 raakte bekend dat de IJslander Jóhann Jóhannsson de soundtrack van de film zou componeren. De opnames van de soundtrack vonden plaats in de studio's van Abbey Road.
Op 7 september 2014 ging de film in première op het Internationaal filmfestival van Toronto.

## Prijzen en nominaties
| Jaar | Prijs                  | Categorie                               | Genomineerde(n)                                       | Resultaat   |
| ---- | ---------------------- | --------------------------------------- | ----------------------------------------------------- | ----------- |
| 2015 | Oscars                 | Best Picture                            | Tim Bevan, Eric Fellner, Lisa Bruce, Anthony McCarten | Genomineerd |
| 2015 | Oscars                 | Best Actor in a Leading Role            | Eddie Redmayne                                        | Gewonnen    |
| 2015 | Oscars                 | Best Actress in a Leading Role          | Felicity Jones                                        | Genomineerd |
| 2015 | Oscars                 | Best Adapted Screenplay                 | Anthony McCarten                                      | Genomineerd |
| 2015 | Oscars                 | Best Original Score                     | Jóhann Jóhannsson                                     | Genomineerd |
| 2015 | BAFTA Awards           | Best Film                               | Tim Bevan, Eric Fellner, Lisa Bruce, Anthony McCarten | Genomineerd |
| 2015 | BAFTA Awards           | Outstanding British Film                | Tim Bevan, Eric Fellner, Lisa Bruce, Anthony McCarten | Gewonnen    |
| 2015 | BAFTA Awards           | Best Director                           | James Marsh                                           | Genomineerd |
| 2015 | BAFTA Awards           | Best Leading Actor                      | Eddie Redmayne                                        | Gewonnen    |
| 2015 | BAFTA Awards           | Best Leading Actress                    | Felicity Jones                                        | Genomineerd |
| 2015 | BAFTA Awards           | Best Adapted Screenplay                 | Anthony McCarten                                      | Gewonnen    |
| 2015 | BAFTA Awards           | Best Original Music                     | Jóhann Jóhannsson                                     | Genomineerd |
| 2015 | BAFTA Awards           | Best Editing                            | Jinx Godfrey                                          | Genomineerd |
| 2015 | BAFTA Awards           | Best Costume Design                     | Steven Noble                                          | Genomineerd |
| 2015 | BAFTA Awards           | Best Make-up and Hair                   | Jan Sewell                                            | Genomineerd |
| 2015 | Critics' Choice Awards | Best Picture                            | Best Picture                                          | Genomineerd |
| 2015 | Critics' Choice Awards | Best Actor                              | Eddie Redmayne                                        | Genomineerd |
| 2015 | Critics' Choice Awards | Best Actress                            | Felicity Jones                                        | Genomineerd |
| 2015 | Critics' Choice Awards | Best Adapted Screenplay                 | Anthony McCarten                                      | Genomineerd |
| 2015 | Critics' Choice Awards | Best Score                              | Jóhann Jóhannsson                                     | Genomineerd |
| 2015 | Golden Globes          | Best Motion Picture, Drama              | Best Motion Picture, Drama                            | Genomineerd |
| 2015 | Golden Globes          | Best Actor in a Motion Picture, Drama   | Eddie Redmayne                                        | Gewonnen    |
| 2015 | Golden Globes          | Best Actress in a Motion Picture, Drama | Felicity Jones                                        | Genomineerd |
| 2015 | Golden Globes          | Best Original Score, Motion Picture     | Jóhann Jóhannsson                                     | Gewonnen    |
| 2015 | Satellite Awards       | Best Motion Picture                     | Best Motion Picture                                   | Genomineerd |
| 2015 | Satellite Awards       | Best Actor in a Motion Picture          | Eddie Redmayne                                        | Genomineerd |
| 2015 | Satellite Awards       | Best Actress in a Motion Picture        | Felicity Jones                                        | Genomineerd |
| 2015 | Satellite Awards       | Best Screenplay, Adapted                | Anthony McCarten                                      | Genomineerd |
| 2015 | Satellite Awards       | Best Cinematography                     | Benoît Delhomme                                       | Genomineerd |